# Batalla de Cavillono

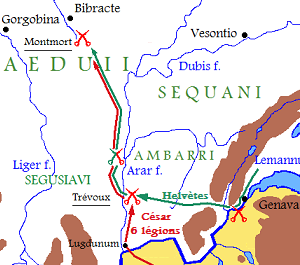
Campaña de César contra los helvecios.

La batalla de Cavillono (también llamada Cavillonum o Cavillonno) fue un enfrentamiento militar librado en el 58 a. C. durante la guerra de las Galias. El oppidum de los eduos se sitúa donde actualmente esta Chalon-sur-Saône.
Al día siguiente de su derrota en el río Arar, los helvecios levantaron su campamento y se retiraron hacia Bibracte por los montes de Beaujolais y Charolais. Los romanos les siguieron y Cayo Julio César envió a toda su caballería (cuatro mil caballos, principalmente eduos al mando de Dúmnorix) como vanguardia para vigilar a los celtas. Se acercaron demasiado y una pequeña fuerza de quinientos jinetes helvecios cayó sobre ellos en terreno desfavorable. Los eduos huyeron en pánico y arrastraron al resto de la caballería. Sus pérdidas fueron escasas pero debieron reunirse con las legiones romanas que iban atrás. Continuaron siguiendo a los celtas hasta la batalla decisiva.